# 迪克·巴頓
理查德·托騰·“迪克”·巴頓（英語：Richard Totten "Dick" Button，1929年7月18日—2025年1月30日），美國花式滑冰運動員，退役後長期擔任花式滑冰比賽電視轉播評論員。他是兩屆奧運男子單人滑冠軍（1948、1952）與五屆世界錦標賽冠軍（1948–1952），並且是唯一曾獲得歐州錦標賽冠軍的非歐洲人。
其選手生涯締造了多項紀錄：他是第一位在比賽中完成兩周半跳（1948）以及三周後外跳（1952）的運動員，也是跳接燕式旋轉（又稱「巴頓燕式轉」）的發明者。

## 所創紀錄
- 第一位完成兩周半跳（2A）的運動員[3]。
- 第一位完成三周跳（三周後外跳，3Lo）的運動員[3]。
- 第一位表演燕式旋轉（英语：camel spin）的男運動員，且為跳接燕式旋轉（又稱「巴頓燕式轉」）發明者。
- 唯一一位曾獲得歐州錦標賽冠軍的美國人[2]。
- 第一位美國籍世界錦標賽冠軍。
- 第一位美國籍奧運滑冰冠軍。
- 唯一一位曾衛冕奧運冠軍的美國滑冰選手[3]。
- 第一且是唯一一位曾同時獲得以下頭銜的男子單人滑選手：美國錦標賽冠軍、北美錦標賽（英语：North American Figure Skating Championships）冠軍、歐州錦標賽、世界錦標賽，以及冬季奧運會冠軍[3]。
- 最年輕的奧運男子單人滑冠軍（十八歲）[3]。

## 賽事成績
| 賽事                          | 1944   | 1945   | 1946 | 1947 | 1948 | 1949 | 1950 | 1951 | 1952 |
| ----------------------------- | ------ | ------ | ---- | ---- | ---- | ---- | ---- | ---- | ---- |
| 冬奧                          |        |        |      |      | 1st  |      |      |      | 1st  |
| 世錦賽                        |        |        |      | 2nd  | 1st  | 1st  | 1st  | 1st  | 1st  |
| 歐錦賽                        |        |        |      |      | 1st  |      |      |      |      |
| 北美錦標賽                    |        |        |      | 1st  |      | 1st  |      | 1st  |      |
| 美國錦標賽                    | 1st N. | 1st J. | 1st  | 1st  | 1st  | 1st  | 1st  | 1st  | 1st  |
| N. = 新人組； J. = 青少年組。 |        |        |      |      |      |      |      |      |      |

## 外部連結
- Biography of Dick Button（页面存档备份，存于）
- Dick Button's U.S. Olympic Team bio（页面存档备份，存于）
- Olympic.org Video: Dick Button lands the first double axel（页面存档备份，存于）
- Ranking the Rink（页面存档备份，存于）
- Dick Button在互联网电影资料库（IMDb）上的資料（英文）